# Василе Андрей
Василе Андрей (рум. Vasile Andrei; нар. 28 липня 1955, село Албешть, жудець Яломіца, Соціалістична Республіка Румунія) — румунський борець греко-римського стилю, дворазовий срібний та бронзовий призер чемпіонатів світу, дворазовий срібний та бронзовий призер чемпіонатів Європи, чемпіон та бронзовий призер Олімпійських ігор, срібний призер Універсіади.

## Біографія
Боротьбою почав займатися з 1974 року. Виступав за борцівський клуб «Стяуа», Бухарест. Тренер Георге Сутеу.
У 1984 році Олімпійські ігри відбувалися у Сполучених Штатах Америки. В умовах бойкоту більшістю соціалістичних країн лос-анджелеської Василе Андрей мав хороший шанс стати олімпійським призером і скористався ним зповна. За відсутності серйозних конкурентів, він легко подолав усіх суперників, та у фінальній сутичці достроково переміг господаря турніру Грега Гібсона і приніс своїй країні золоту нагороду. На цій же Олімпіаді взяв участь у змаганнях з вільної боротьби у надважкій ваговій категорії і посів шосте місце.

## Спортивні результати на міжнародних змаганнях

### Виступи на Олімпіадах
| Змагання                    | Збірна  | Вагова категорія                  | Місце  |
| --------------------------- | ------- | --------------------------------- | ------ |
| Літні Олімпійські ігри 1980 | Румунія | греко-римська боротьба, до 100 кг | Бронза |
| Літні Олімпійські ігри 1984 | Румунія | греко-римська боротьба, до 100 кг | Золото |
| Літні Олімпійські ігри 1984 | Румунія | вільна боротьба, понад 100 кг     | 6      |

### Виступи на Чемпіонатах світу
| Змагання                        | Збірна  | Вагова категорія                  | Місце  |
| ------------------------------- | ------- | --------------------------------- | ------ |
| Чемпіонат світу з боротьби 1979 | Румунія | греко-римська боротьба, до 100 кг | 4      |
| Чемпіонат світу з боротьби 1982 | Румунія | греко-римська боротьба, до 100 кг | Срібло |
| Чемпіонат світу з боротьби 1983 | Румунія | греко-римська боротьба, до 100 кг | 5      |
| Чемпіонат світу з боротьби 1985 | Румунія | греко-римська боротьба, до 100 кг | 4      |
| Чемпіонат світу з боротьби 1986 | Румунія | греко-римська боротьба, до 100 кг | Срібло |
| Чемпіонат світу з боротьби 1987 | Румунія | греко-римська боротьба, до 100 кг | Бронза |

### Виступи на Чемпіонатах Європи
| Змагання                         | Збірна  | Вагова категорія                  | Місце  |
| -------------------------------- | ------- | --------------------------------- | ------ |
| Чемпіонат Європи з боротьби 1979 | Румунія | греко-римська боротьба, до 100 кг | Бронза |
| Чемпіонат Європи з боротьби 1980 | Румунія | греко-римська боротьба, до 100 кг | Срібло |
| Чемпіонат Європи з боротьби 1981 | Румунія | греко-римська боротьба, до 100 кг | 4      |
| Чемпіонат Європи з боротьби 1982 | Румунія | греко-римська боротьба, до 100 кг | 4      |
| Чемпіонат Європи з боротьби 1983 | Румунія | греко-римська боротьба, до 100 кг | 4      |
| Чемпіонат Європи з боротьби 1984 | Румунія | греко-римська боротьба, до 100 кг | 4      |
| Чемпіонат Європи з боротьби 1986 | Румунія | греко-римська боротьба, до 100 кг | 7      |
| Чемпіонат Європи з боротьби 1987 | Румунія | греко-римська боротьба, до 100 кг | Срібло |
| Чемпіонат Європи з боротьби 1988 | Румунія | греко-римська боротьба, до 100 кг | 5      |

### Виступи на Кубках світу
| Змагання                    | Збірна            | Вагова категорія                  | Місце |
| --------------------------- | ----------------- | --------------------------------- | ----- |
| Кубок світу з боротьби 1982 | Європейський Союз | греко-римська боротьба, до 100 кг | 4     |

### Виступи на Універсіадах
| Змагання               | Збірна  | Вагова категорія                  | Місце  |
| ---------------------- | ------- | --------------------------------- | ------ |
| Літня Універсіада 1981 | Румунія | греко-римська боротьба, до 100 кг | Срібло |

### Виступи на інших змаганнях
| Змагання                           | Збірна  | Вагова категорія                  | Місце  |
| ---------------------------------- | ------- | --------------------------------- | ------ |
| Гран-прі Німеччини з боротьби 1979 | Румунія | греко-римська боротьба, до 100 кг | Бронза |
| Гран-прі Німеччини з боротьби 1980 | Румунія | греко-римська боротьба, до 100 кг | Бронза |
| Гран-прі Німеччини з боротьби 1981 | Румунія | греко-римська боротьба, до 100 кг | 10     |
| Гран-прі Німеччини з боротьби 1986 | Румунія | греко-римська боротьба, до 100 кг | Золото |
| Золотий Гран-прі з боротьби 1987   | Румунія | греко-римська боротьба, до 100 кг | Золото |
| Гала гран-прі FILA 1987            | Румунія | греко-римська боротьба, до 100 кг | Золото |
| Гран-прі Німеччини з боротьби 1988 | Румунія | греко-римська боротьба, до 100 кг | Срібло |
| Гран-прі Німеччини з боротьби 1989 | Румунія | греко-римська боротьба, до 130 кг | 7      |